# Bétalaïne

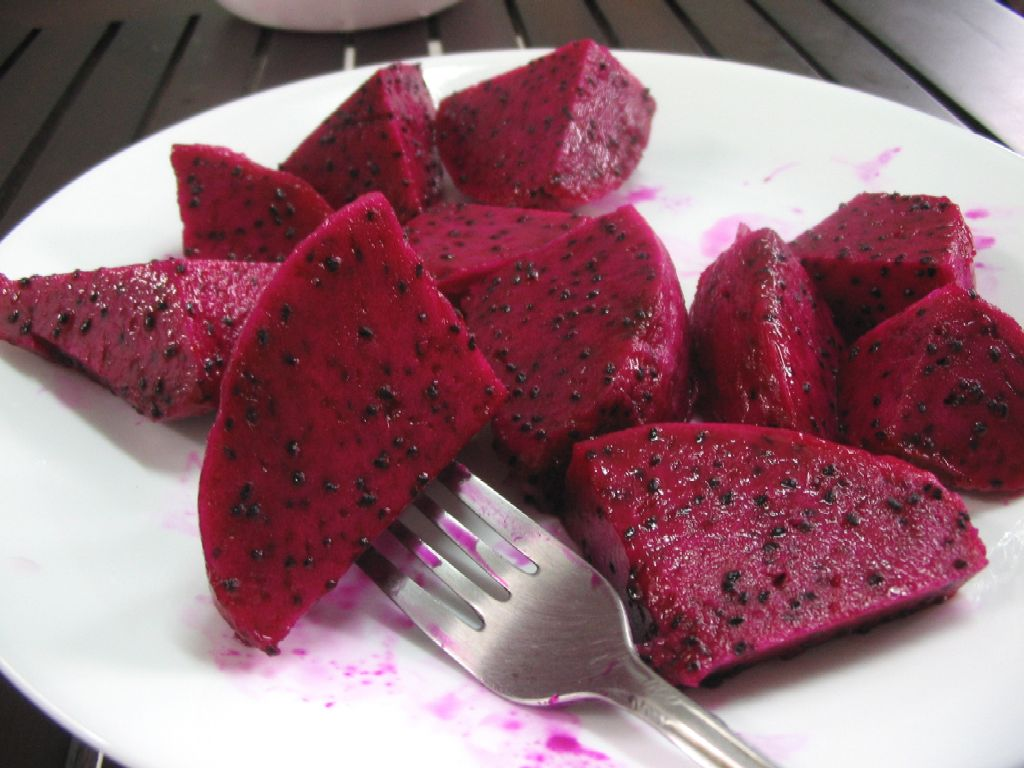
La couleur rouge des Pitahaya sanguins (Hylocereus polyrhizus) provient des bétalaïnes

Les bétalaïnes sont des pigments végétaux, dont la couleur varie d’un jaune foncé à un violet intense.

## Source

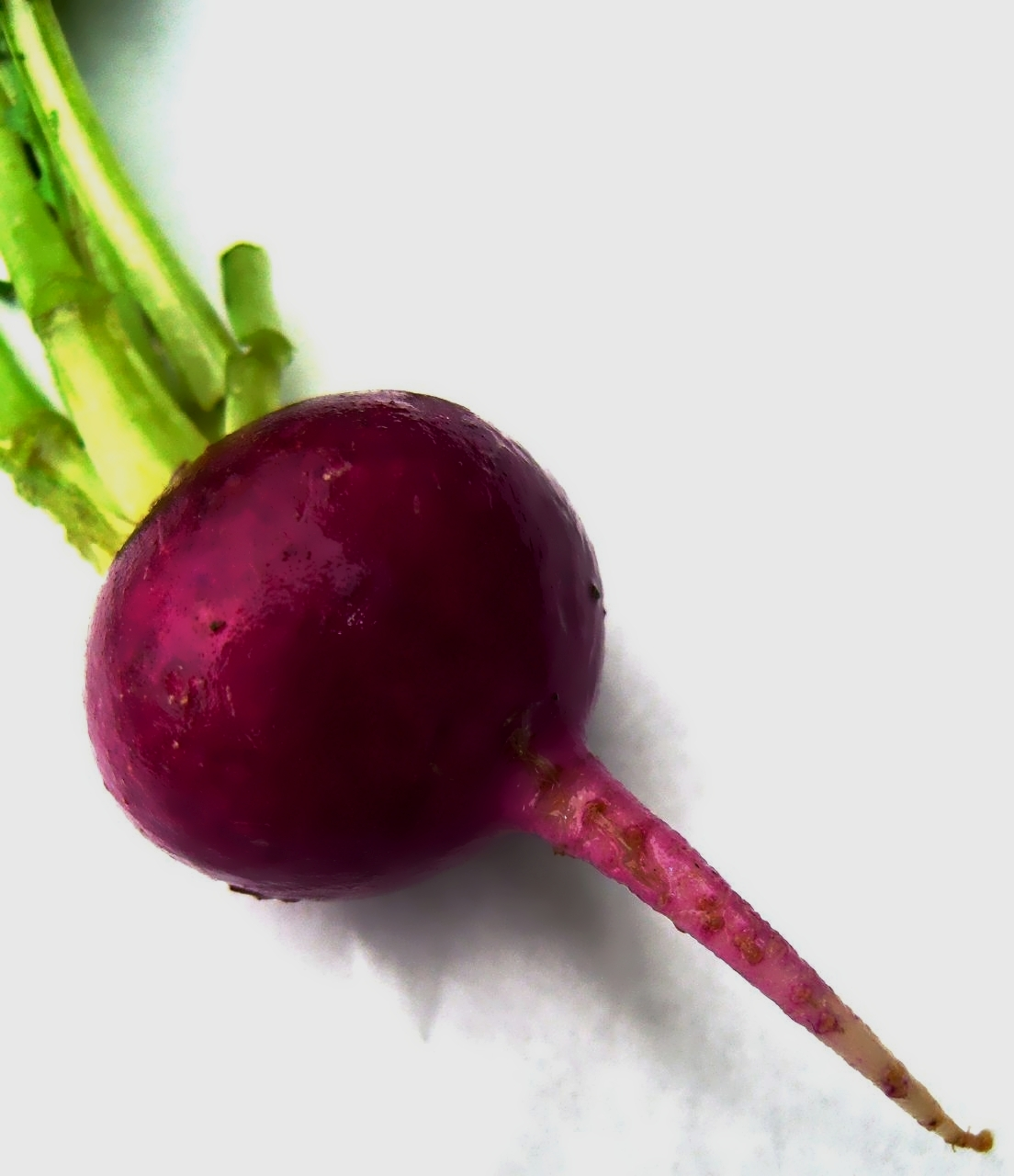
Une betterave rouge.

Les bétalaïnes sont présentes dans la plupart des familles de plantes appartenant à l’ordre des Caryophyllales. L’exemple le plus connu de ces plantes est la betterave rouge (Beta vulgaris, appelée parfois de manière erronée carotte rouge), mais des fleurs aussi populaires que les belles-de-nuit (mirabilis), les cactus (pitahaya, Figuier de Barbarie), les bougainvilliers, les pourpiers (Portulaca grandiflora) sont colorés par ces pigments. Certains champignons comme les Amanites (parmi lesquelles l’Amanite tue-mouche - Amanita muscaria) et les Hygrocybes doivent leur couleur jaune ou rouge aux bétalaïnes.

## Chimie
Le nom des « bétalaïnes » provient du nom latin de la betterave (Beta vulgaris), à partir de laquelle elles ont été la première fois extraites et caractérisées en 1958 par une équipe de l’École polytechnique fédérale de Zürich.
Les bétalaïnes sont des hétérosides, une partie de la molécule (chromophore) est attachée à un ose (sucre simple). Le chromophore dérive de l’acide aminé tyrosine par une synthèse complexe faisant intervenir comme intermédiaire la dihydroxyphénylalanine (DOPA). 
Il existe deux catégories de bétalaïne :
- Les bétacyanines, pigments de couleur rouge à violet (bétanine) ;
- Les bétaxanthines, pigments de couleur jaune à orange (indicaxanthine)[2].

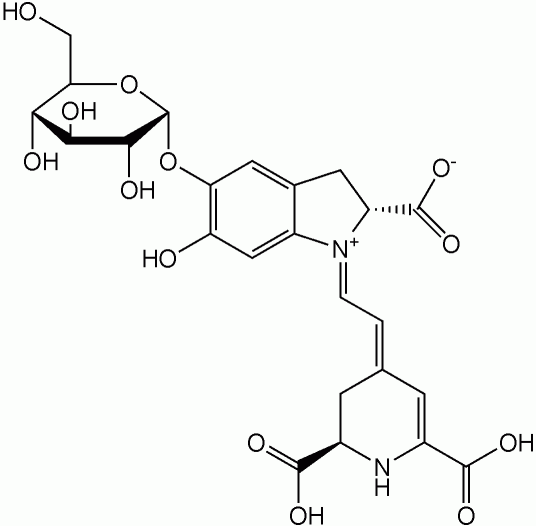
La bétanine

La couleur et la stabilité des bétalaïnes dépendent du pH.
La plus étudiée des bétalaïnes est la bétanine (ou bétacyanine) aussi appelée rouge betterave car elle peut être isolée à partir de la betterave.  Elle est commercialisée comme un colorant naturel pour colorer les aliments. Cependant, le monde de l’agroalimentaire s’y intéresse pour ses propriétés antioxydantes, avec tous les bénéfices positifs pour la santé.
Les autres bétalaïnes connues sont l’amaranthine et l’isoamaranthine, toutes les deux isolées de plantes du genre des amaranthes (Amaranthus spp).

## Génétique moléculaire
La biosynthèse des bétalaïnes, à partir de l’acide aminé tyrosine, suit le schéma présenté dans la figure suivante : .
Dans la première étape de la voie de biosynthèse, la L-tyrosine est transformée en L-3,4-dihydroxyphénylalanine (L-dopa) par 3-hydroxylation au moyen d'une enzyme cytochrome P450. Dans le cas de la dopa, la biosynthèse se ramifie : a) d'une part, son oxydation se fait au moyen d'une enzyme CYP pour former la cyclo-dopa b) d'autre part, le cycle aromatique de la dopa est ouvert par une dopa-4,5-dioxygénase pour former la seco-dopa, à partir de laquelle il se forme de l'acide bétalamique par recyclisation spontanée. Celui-ci réagit alors d'une part spontanément avec la cyclo-dopa pour former la bétanidine, ou d'autre part après sa glucosylation préalable par une cyclo-dopa-glucosyltransférase pour former la bétanine rouge-violette, le bétacyan le plus simple. En outre, l'acide bétalamique réagit spontanément avec différents acides aminés ou amines pour former des bétaxanthines de couleur jaune-orange (voir illustration). La diversité des bêtacyanes résulte de la glucosylation différente de la bêta-anidine et de son acylation ultérieure avec des acides carboxyliques aliphatiques et aromatiques.  